# Porroglossum tokachii
Porroglossum tokachii är en orkidéart som beskrevs av Carlyle August Luer. Porroglossum tokachii ingår i släktet Porroglossum och familjen orkidéer.
Artens utbredningsområde är Peru. Inga underarter finns listade i Catalogue of Life.